# TV조선 뉴스와이드
TV조선 뉴스와이드는 대한민국에서 평일 오전 8시 30분~9시 50분에 텔레비전으로 방송되었던 TV조선의 주중 오전 뉴스 프로그램이다.

## 그 외 TV조선 뉴스 프로그램
- TV조선 뉴스 7
- TV조선 뉴스 9
- 문갑식의 신통방통
- TV조선 뉴스 12
- TV조선 뉴스 1
- TV조선 뉴스 판
- TV조선 주말뉴스 토 일

## 동시간대 경쟁 뉴스 프로그램
- 박종진의 쾌도난마 (채널A, 재방송)